# Conférence du Liban

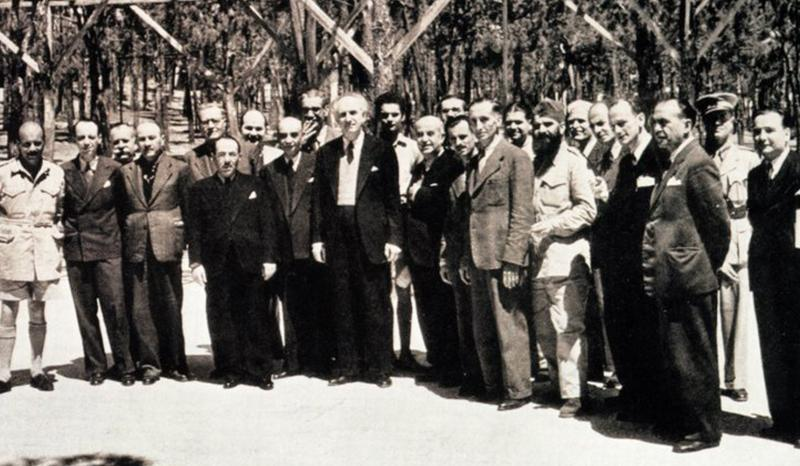
Conférence du Liban, mai 1944.

La Conférence (ou Congrès) du Liban est une réunion organisée du 17 au 20 mai 1944 entre le Gouvernement grec en exil en Égypte et les différentes organisations de Résistance actives à l'intérieur de la Grèce, dans le but de former un gouvernement d'unité nationale. La conférence, organisée à l'initiative de Georges Papandréou sous les auspices britanniques, fait suite à des mutineries pro-communistes au sein des forces grecques stationnées en Égypte et à la formation par les communistes d’un gouvernement rival, le Comité politique de libération nationale ou PEEA.

## Contexte
Pendant la Seconde Guerre mondiale, la Grèce, après avoir remporté une victoire lors de la guerre italo-grecque sur le front albanais (octobre 1940 - avril 1941, voir le Jour du Non) doit céder devant l'invasion allemande en avril 1941. Le gouvernement légitime, la famille royale et les forces armées navales et aériennes se replient en Crète puis, après la bataille de Crète (mai 1941), en Égypte afin de poursuivre la résistance, alliés aux forces britanniques qui y sont basées. Le pays est occupé par les puissances de l'Axe à partir d'avril 1941, partagé en 3 zones sous le contrôle de l’Allemagne, de l’Italie et de la Bulgarie.
Simultanément, plusieurs mouvements de résistance armée s’organisent à l'intérieur du pays, jusqu’à 15 à un moment donné. Les principaux sont l’EDES du colonel Napoleon Zervas (en), l’EAM du Parti communiste de Grèce et l’EKKA du colonel Dimítrios Psarrós. Le « gouvernement libre » en exil voit petit à petit croître ses désaccords les mouvements de Grèce occupée, étant considéré par eux comme un deuxième gouvernement fantoche après celui de l’« État grec ». Les partis prennent conscience de la nécessité de la création avant la libération d'un gouvernement d'unité nationale qui s’appuierait sur les vues et la coopération de toutes les forces politiques et groupes de résistance, dans le but commun de la restauration ordonnée de la vie publique.
En mars 1944, une révolte antimonarchiste se déroule au sein des troupes grecques présentes en Égypte. Les mutins veulent obliger le gouvernement en exil de Tsoudéros à s'entendre avec le Comité politique de libération nationale mis en place par les résistants communistes en Grèce. Tsoudéros démissionne, remplacé par Sophoklís Venizélos, tandis que la mutinerie est matée.
L’organisation d’une conférence est d’abord initiée par Sophoklís Venizélos, remplaçant d’Emmanuel Tsoudéros, parti pour Londres, à la tête du gouvernement grec en exil. Mais assez soudainement le 14 avril 1944, Georges Papandréou arrive au Caire dans un avion de la RAF. Avec la médiation des Britanniques, celui-ci obtient 13 jours plus tard la convocation au Liban d'une conférence de toutes les tendances politiques dans les vingt jours suivants, et remplace Vénizélos au poste de Premier Ministre.

## La conférence
La conférence débute au Liban à Dour el Saouer (station de montagne à proximité de Beyrouth) le 17 mai 1944. Les délégués représentant les groupes de la résistance grecque arrivent depuis l'Italie dans des avions de la RAF, tandis que les participants du gouvernement Papandréou viennent du Caire.

### Les délégués
La plupart des hommes politiques en exil sont présents, aux côtés de représentants du Comité politique de libération nationale, de l'EAM, de l'ELAS, du KKE, de l'EDES et de l'EKKA.
Les 25 délégués assistant à la Conférence du Liban sont:
- Georges Papandréou, Président du gouvernement grec en exil et quatre membres de son gouvernement, tous représentant le Parti libéral: Sophoklís Venizélos, Constantin Rentis (el), Georges Exintaris (el) et Gerasimos Vassiliadis (el)
- Dimítrios Lóndos (el) pour le Parti du peuple
- Spyros Théotokis (el) pour le Parti national du peuple (Εθνικού Λαϊκού Κόμμα)
- Georges Sakalis pour le Parti progressiste (en) (Προοδευτικό Κόμμα)
- Alexandros Mylonas (el) pour le Parti agraire (el)
- Ioánnis Sofianópoulos pour l'Union de la gauche (Ένωση Αριστερών)
- Panagiotis Kanellopoulos pour le Parti unioniste national (el)
- Phílippos Dragoúmis (el) comme indépendant
- Alexandros Svolos, président du Comité politique de libération nationale (PEEA) accompagné de Angelos Angelopoulos (el) et Nikolaos Askoutsis (el), membres du PEEA
- Petros Roussos (el) pour le Parti communiste de Grèce
- Miltiádis Porphyrogénis (el), secrétaire général de l'EAM, accompagné de Dimitrios Stratis (el)
- Général Stefanos Sarafis (en), chef de l'ELAS
- Komninos Pyromaglou (en), général en chef de l'EDES, accompagné du lieutenant-colonel S. Metaxas et du capitaine I. Metaxas
- Geórgios Kartális, représentant de l'EKKA
- Les généraux Konstantinos Ventiris (en) et Antonis Stathatos (el), représentants d'autres organisations de résistance

La Conférence est suivie par l'ambassadeur britannique Reginald Leeper (en), qui enregistre avec son personnel toutes les positions exprimées par les délégués.

### Accord
La présence des communistes est très fortement critiquée par les autres participants à la conférence. Cependant, un accord, la Charte du Liban, finit par être trouvé et signé par tous.
Malgré tout, les leaders communistes en Grèce refusent le texte. Les négociations reprennent pour trouver un nouvel accord. Cinq postes gouvernementaux sont accordés aux communistes en échange de leur intégration dans les troupes britanniques du général Scobie.